# Gran Premio di Detroit
Il Gran Premio di Detroit (Detroit Grand Prix) è una gara automobilistica che si è disputata a Detroit negli Stati Uniti d'America tra il 1982 e il 1988 per le vetture di Formula 1, e dal 1989 al 2001 per il campionato CART. Per le stagioni 1982-1984 il Gran Premio ebbe la denominazione ufficiale di Gran Premio degli Stati Uniti-Est (che, nelle stagioni dal 1976 al 1980, si disputò nel circuito di Watkins Glen e nella stagione 1981 non si disputò per problemi economici) mentre nelle stagioni 1985-1988 ebbe la denominazione Gran Premio di Detroit, sebbene inserito ufficialmente nell'albo d'oro del Gran Premio degli Stati Uniti d'America. Nata su un circuito cittadino nel centro della città, si è poi svolta a partire dal 1992 su un circuito ricavato sull'isola di Belle Isle sul fiume Detroit. Attualmente è una tappa dell'Indycar.

## Albo d'oro

### Formula 1
| anno | circuito | pilota           | vettura  | resoconto |
| ---- | -------- | ---------------- | -------- | --------- |
| 1982 | Detroit  | John Watson      | McLaren  | resoconto |
| 1983 | Detroit  | Michele Alboreto | Tyrrell  | resoconto |
| 1984 | Detroit  | Nelson Piquet    | Brabham  | resoconto |
| 1985 | Detroit  | Keke Rosberg     | Williams | resoconto |
| 1986 | Detroit  | Ayrton Senna     | Lotus    | resoconto |
| 1987 | Detroit  | Ayrton Senna     | Lotus    | resoconto |
| 1988 | Detroit  | Ayrton Senna     | McLaren  | resoconto |

### CART
| anno | circuito   | pilota             | vettura |
| ---- | ---------- | ------------------ | ------- |
| 1989 | Detroit    | Emerson Fittipaldi | Penske  |
| 1990 | Detroit    | Mario Andretti     | Lola    |
| 1991 | Detroit    | Emerson Fittipaldi | Penske  |
| 1992 | Belle Isle | Bobby Rahal        | Lola    |
| 1993 | Belle Isle | Danny Sullivan     | Lola    |
| 1994 | Belle Isle | Paul Tracy         | Penske  |
| 1995 | Belle Isle | Robby Gordon       | Reynard |
| 1996 | Belle Isle | Michael Andretti   | Lola    |
| 1997 | Belle Isle | Greg Moore         | Reynard |
| 1998 | Belle Isle | Alex Zanardi       | Reynard |
| 1999 | Belle Isle | Dario Franchitti   | Reynard |
| 2000 | Belle Isle | Hélio Castroneves  | Reynard |
| 2001 | Belle Isle | Helio Castroneves  | Reynard |

### Indycar
| anno | circuito   | pilota      | vettura                   |
| ---- | ---------- | ----------- | ------------------------- |
| 2012 | Belle Isle | Scott Dixon | Chip Ganassi Racing-Honda |